# István Barta
István Barta (ur. 13 sierpnia 1895 w Álmosd, zm. 16 lutego 1948 w Budapeszcie) – węgierski piłkarz wodny. Dwukrotny medalista olimpijski.
Występował w bramce. Na igrzyskach startował trzy razy (1924-1932) i z drużyną waterpolistów sięgnął po dwa medale. W 1928 Węgrzy zajęli drugie miejsce, w 1932 triumfowali. Trzy razy był mistrzem Europy w (1926, 1927, 1931). Był mistrzem Węgier w piłce wodnej oraz pływaniu.